# Études symphoniques

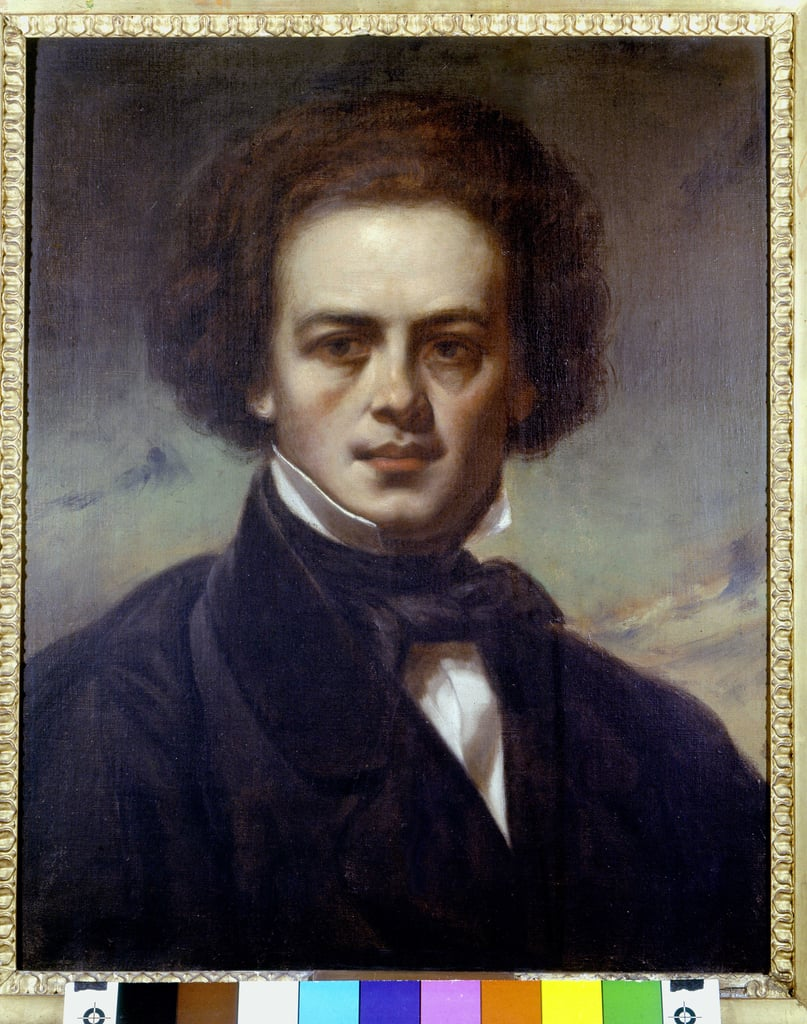
Portrait de Schumann.

Les Études symphoniques, op. 13, écrites pour le piano, ont été composées par Robert Schumann en 1834. La première édition intitulée Études symphoniques date de 1837 ; la seconde a été publiée en 1852 sous le titre Études en forme de variations.
Les Études symphoniques connaissent une genèse particulièrement complexe. Schumann envisage tout d'abord une succession de pièces contrastées sous le titre Variations pathétiques, avant d'opter pour une nouvelle stratégie formelle qui consiste à passer d'une marche funèbre (le thème est intitulé "Tema, quasi marcia funebre" dans les esquisses) à un chant triomphant (le finale). Cette stratégie est mise en œuvre dans l'édition de 1837 qui forme un ensemble composé de 13 courtes pièces ne dépassant pas, pour la plupart et à l'exception du Finale, une ou deux pages : d'abord le thème en do dièse mineur, puis onze variations sur ce thème intitulées « études », qui font chacune appel à une difficulté technique particulière (jeu polyphonique, déplacements en octaves...), et enfin le Finale, d'une longueur bien plus importante et dans la tonalité de ré bémol majeur. L'édition de 1852 présente des différences majeures avec celle de 1837 : on note tout particulièrement la suppression des études 3 et 9. Les Études symphoniques font partie des œuvres pour piano seul les plus jouées de Schumann. Elles illustrent parfaitement ce qu'on appelle des « études en forme de variations » comme en témoigne d'ailleurs le titre de la seconde édition.